# James Patterson
James Patterson (ur. 22 marca 1947 w Newburgh w stanie Nowy Jork) – amerykański pisarz, autor thrillerów i powieści kryminalnych. 
James Patterson należy do ścisłej czołówki najpopularniejszych autorów amerykańskich; obok książek Dana Browna, Johna Grishama i Stephena Kinga jego powieści najczęściej pojawiają się na światowych listach bestsellerów.

## Życiorys
Początkowo pracował w przedsiębiorstwie reklamowym. Sławę przyniósł mu wydany w 1993 roku thriller Along Came the Spider zekranizowany jako W sieci pająka, z Morganem Freemanem w roli głównej. To także literacki debiut ulubionego bohatera Pattersona – Alexa Crossa, czarnoskórego policjanta i psychologa prowadzącego własną praktykę, a wcześniej detektywa waszyngtońskiej policji oraz agenta FBI, który specjalizuje się w tropieniu seryjnych zabójców. W rolę Crossa Freeman wcielał się dwukrotnie, wcześniej także w filmie Kolekcjoner, który powstał na podstawie powieści Kiss the Girls. Pisarski styl Pattersona wyróżnia szybkie tempo narracji, punktowane bardzo krótkimi rozdziałami.
Niedługo po sukcesie książki W sieci pająka Patterson odszedł z firmy i poświęcił się wyłącznie karierze pisarskiej. W 2006 sprzedał ponad 12 milionów książek w Ameryce Północnej. W sumie jego powieści zostały już wydane w nakładzie ponad 220 mln egzemplarzy na całym świecie. Zdobył nagrodę im. Edgara Elana Poe oraz inne prestiżowe wyróżnienia. Jego książki wielokrotnie pojawiały się na szczytach list bestsellerów w „New York Timesa”.
Patterson pisze książki również ze współautorami, takimi jak Maxine Patero, z którą współtworzy serię książek Kobiecy Klub Zbrodni, czy Andrew Grossem i często powtarza, że współpraca z innymi przynosi nowe i interesujące pomysły do jego opowieści.
Ufundował Page Turner Awards. Patterson przekazał ponad 600 tys. dolarów na przedsiębiorstwa, szkoły i inne instytucje, które promują czytanie książek.
Druga seria jego książek, wspomniany Kobiecy Klub Zbrodni, doczekała się emisji w telewizji. Na kanwie tej serii powstał także cykl gier komputerowych z gatunku hidden objects (ukryte obiekty), wydanych m.in. przez studio „I- play/Oberon Media” z siedzibą w Nowym Jorku.
Patterson otrzymał stopień kawalera Manhattan College.
Mieszka w Palm Beach, na Florydzie, z żoną, Susan i synem, Jackiem.

## Publikacje

### Cykl z Aleksem Crossem
1. W sieci pająka / Pająk nadchodzi / Oto nadchodzi pająk (1992, Along Came A Spider)
2. Całuj dziewczęta / Kolekcjoner (1994, Kiss the Girls)
3. Jack i Jill (1996, Jack & Jill)
4. Kot i mysz / Gra w kotka i myszkę (1997, Cat and Mouse)
5. Łasica (1999, Pop Goes the Weasel)
6. Róże są czerwone (2000, Roses are Red)
7. Fiołki są niebieskie (2001, Violets are Blue, luźno powiązane z poprzednią)
8. Cztery ślepe myszki (2002, Four Blind Mice)
9. Wielki zły wilk (2003, The Big Bad Wolf)
10. Na szlaku terroru (2004, London Bridges, luźno powiązane z poprzednią)
11. Mary, Mary (2005, Mary, Mary)
12. Cross (2006, Cross)
13. Podwójna gra (2007, Double Cross)
14. Tropiciel (2008, Cross Country)
15. Proces Alexa Crossa (2009, Alex Cross's Trial, współautor Richard DiLallo)
16. Ja, Alex Cross (2009, I, Alex Cross)
17. W krzyżowym ogniu (2010, Cross Fire)
18. Kill Alex Cross / Zabić Alexa Crossa (2011)
19. Merry Christmas, Alex Cross (2012) (w Polsce nie wydana)[2]
20. Alex Cross, Run (2013) (w Polsce nie wydana)
21. Cross My Heart (2013) (w Polsce nie wydana)
22. Hope to Die (6 listopada 2014) (w Polsce nie wydana)

### Kobiecy Klub Zbrodni (Women’s Murder Club)
1. Ty umrzesz pierwszy (2001, 1st to Die)
2. Druga szansa (2002, 2nd Chance, współautor Andrew Gross)
3. Trzy oblicza zemsty (2004, 3rd Degree, współautor Andrew Gross)
4. 4 lipca (2005, 4th of July, z Maxine Paetro)
5. Piąty jeździec Apokalipsy (2006, The 5th Horseman, współautor Maxine Paetro)
6. Szósty cel (2007, The 6th Target, współautor Maxine Paetro)
7. Siódme niebo (5 lutego 2008, 7th Heaven, współautor Maxine Paetro)
8. Ósma spowiedź (8th Confession, 2009, współautor Maxine Paetro)
9. Dziewiąty wyrok (9th Judgment, 2010, współautor Maxine Paetro)
10. Dziesiąta rocznica (10th Anniversary, 2011) (w Polsce nie wydana)
11. Jedenasta godzina (11th Hour, 2012) (w Polsce nie wydana)
12. 12th of Never (2013) (w Polsce nie wydana)
13. 14th Deadly Sin (w Polsce nie wydana)
14. 15th Affair (w Polsce nie wydana)
15. 16th Seduction (w Polsce nie wydana)
16. 17th Suspect (w Polsce nie wydana)

### Maximum Ride
1. Maximum Ride. Eksperyment Anioł (2005, Maximum Ride: The Angel Experiment)
2. Maximum Ride. Żegnaj, szkoło - na zawsze (2006, Maximum Ride: School's Out Forever)
3. Maximum Ride. Ratowanie świata i inne sporty ekstremalne (2007, Maximum Ride: Saving the World and Other Extreme Sports)
4. Maximum Ride: Ostatnie ostrzeżenie, Globalne ocieplenie (2008, Maximum Ride: The Final Warning) (wydana 20 marca 2013 r.)
5. Max: A Maximum Ride Novel (2009) (w Polsce nie wydana)
6. Fang: A Maximum Ride Novel (2010) (w Polsce nie wydana)
7. Angel: A Maximum Ride Novel (2011) (w Polsce nie wydana)
8. Nevermore: The Final Maximum Ride Adventure (sierpień 2012) (w Polsce nie wydana)
9. Maximum Ride Forever (styczeń 2015) (w Polsce nie wydana)

### Michael Bennett
1. Negocjator (2007, Step on a Crack, współautor Michael Ledwidge)
2. Terror na Manhattanie (luty 2009, Run For Your Life, współautor Michael Ledwidge)
3. Najgorsza sprawa (Worst Case, 2009)
4. Tick Tock (2011)
5. I, Michael Bennett (2012)
6. Gone (2013)
7. Burn  (2014, współautor Michael Ledwidge)

### Agencja Private & Jack Morgan
(Uwaga: w Polsce jako jeden cykl)
- Detektywi z Private (Private, 2010) (współautor Maxine Paetro)
- Private London (2011) (współautor Mark Pearson) (w Polsce nie wydana)
- Detektywi z Private. Igrzyska (Private Games, 2012) (współautor Mark T. Sullivan)
- Private: #1 Suspect (2012) (współautor Maxine Paetro) (w Polsce nie wydana)
- Private Berlin (2013) (współautor Mark T. Sullivan)
- Private Down Under (2013) (współautor Michael White)

### Pozostałe
- Numer Thomasa Berrymana (1976, The Thomas Berryman Number, pierwsza powieść)
- Cień Hawany (1977, Season of the Machete)
- Nocny klub (1988, The Midnight Club)
- Zabawa w chowanego (1996, Hide & Seek)
- Miracle on the 17th Green (1996, Miracle on the 17th Greek, współautor Peter De Jonge)
- See How They Run (1997, poprzednio opublikowany w 1977 jako The Jericho Commandment)
- Podmuchy wiatru (1998, When the Wind Blows)
- Czarny piątek (2000, poprzednio opublikowany w 1986 jako Czarny Rynek)
- Cradle & All (2000, poprzednio opublikowany w 1980 jako Virgin)
- Pamiętnik pisany miłością (2001, Suzanne's Diary for Nicholas)
- Dom przy plaży (2002, Beach House, współautor Peter De Jonge)
- Krzyżowiec (2003, The Jester, współautor Andrew Gross)
- The Lake House (2003, ciąg dalszy książki Podmuchy wiatru)
- Listy pisane miłością (2004, Sam's Letters to Jennifer)
- Miesiąc miodowy (2005, Honeymoon z Howard Roughan)
- Ratownik (2005, Lifeguard, współautor Andrew Gross)
- Droga przy plaży (2006, Beach Road, współautor Peter De Jonge)
- Sędzia i kat (2006, Judge and Jury, współautor Andrew Gross)
- Szybki numer (2007, The Quickie, współautor Michael Ledwidge)
- Ostrzeżenie (2007, You've Been Warned, współautor Howard Roughan)
- Rejs (2008, Sail, współautor Howard Roughan)
- Niedziele u Tiffany’ego (2008, Sundays at Tiffany's, współautor Gabrielle Charbonnet)
- Bikini (2009, Swimsuit, współautor Maxine Paetro)
- Pocztówkowi zabójcy (2010, The Postcard Killers, współautor Liza Marklund)
- Kłamstwo doskonałe (2011, Now You See Her, współautor Michael Ledwidge)
- Wycofaj się albo zginiesz (2010, Don't Blink, współautor Howard Roughan)
- Gimnazjum, najgorsze lata mojego życia (2011, Middle School. The Worst Years of My Life, współautor Chris Tebbetts)
- The Mistress (2013, Kochanka, współautor David Ellis)

Zapowiedziane w Polsce:
- Zabij mnie jeśli potrafisz (2011 Kill Me If You Can, współautor Marshall Karp)
- Toys (2011) (współautor Neil McMahon)
- The Christmas Wedding (2011) (współautor Richard DiLallo)
- Guilty Wives (2012) (współautor David Ellis)

## Ekranizacje
Ekranizacji doczekały się dwie pierwsze książki z Alexem Crossem: W sieci pająka i Kolekcjoner. Na podstawie serii Kobiecy Klub Zbrodni powstał jeden sezon serialu o tym samym tytule. W 2011 roku na ekrany kin wszedł film Alex Cross, z Tylerem Perrym w roli głównej.

## Polscy wydawcy książek
Obecnie książki Pattersona publikuje wydawnictwo Albatros (wszystkie pozycje od 2003 roku) oraz Hachette Polska (seria Maximum Ride). 
Wcześniej wydawane były także przez wydawnictwo Amber (cykl z Aleksem Crossem do części szóstej i część niepowiązanych powieści, wydawane jako srebrna seria), wydawnictwo Świat Książki (książki Ty umrzesz pierwszy i Druga szansa, Listy pisane miłością, Pamiętnik pisany miłością) oraz wydawnictwo Prószyński i S-ka (Oto nadchodzi pająk; stąd 3 różne tytuły tej powieści).

## Odznaczenia
- National Humanities Medal (2019)[3]